# RocketMotorTwo
RocketMotorTwo (RM2) é uma família de motores de foguete híbrido que está sendo desenvolvida para o avião espacial suborbital SpaceShipTwo da Scaled Composites.
A primeira geração do motor foi desenvolvida pela Sierra Nevada Corporation (SNC), do final dos anos 2000 até maio de 2014. Ele foi acionado pela primeira vez em voo durante um lançamento de teste da SpaceShipTwo em abril de 2013. Esse desenho de motor voou em seguida em apenas dois voos, um ainda em 2013 e outro em 2014.
A SNC era uma subcontratada da Scaled Composites em maio de 2014 quando o envolvimento delas no programa foi encerrado, depois que a Virgin Galactic decidiu desenvolver por conta própria uma nova versão do RocketMotorTwo para a SpaceShipTwo. A segunda geração do motor RocketMotorTwo é uma variante do desenho básico anterior da SNC, mas era alimentado por uma mistura de poliamida como combustível plástico e o mesmo Óxido nitroso como oxidante.